# صافی (ماهی)
صافی (ماهی) (نام علمی: Siganus javus) نام یک گونه از تیره صافی‌ماهیان است.